# Alcea rosea
Espèce
Classification phylogénétique
Statut de conservation UICN

 LC  : Préoccupation mineure
Alcea rosea, Althaea rosea, rose trémière, passe-rose, passerose ou encore primerose, est une espèce de plantes vivaces de la famille des Malvaceae.
Elle est aussi parfois appelée rose papale ou alcée rose ou encore bâton de Jacob. Toutes les parties de la plante sont comestibles et certaines, les fleurs notamment, ont des usages médicinaux reconnus depuis l'Antiquité.
Son nom de rose trémière ou rose de trémière serait une altération de « rose d'Outremer », attesté dès 1500. Elle aurait été rapportée d'Orient par les croisés du Moyen Âge, aux XIIe et XIIIe siècles lors de batailles contre les Turcs.

## Description
La rose trémière est une plante typique des jardins champêtres, bien que peu d'individus qui la composent soient vivaces (la plupart sont bisannuels). Plantes à croissance rapide, elles sont généralement toutes classées dans la catégorie des plantes vivaces herbacées en raison de leur grande taille, pouvant atteindre une hauteur de 1,5 à 2,5 m, voire jusqu'à 3,5 m et plus dans certaines régions.
De port érigé, peu ramifiée, la plante a un feuillage caduc. Ses feuilles orbiculaires et palmatilobées possèdent cinq à sept lobes : leur base est cordiforme, leur pédoncule floral est pubescent et leurs marges foliaires sont crénelées. La tige vert clair est pubescente aussi.
Les oléoplastes contiennent en grande quantité de l'acide ricinoléique.
L'inflorescence est une grappe spiciforme et terminale. La floraison est basifuge de la fin du printemps jusqu'à l'été, voire jusqu'au début de l'automne. Elle permet une longue floraison de chaque pied. Les très grandes fleurs (avec des pétales de  3 à 5 cm, jusqu'à 12 cm lorsqu'elles sont ouvertes) ont l'aspect de gros pompons, formées de corolles simples aux teintes très variées : blanc, jaune, rose, pourpre, violet, orange : la nuance de coloration est variée.
Il existe même des variétés Nigra (noires, en fait une coloration violet très foncé due une forte concentration d'anthocyanes). Plus elles sont sombres, plus elles contiennent de pigments et de tannins, et présentent davantage de propriétés médicinales.
Le calicule est formé de six à neuf bractéoles involucrales poilues. Le tube staminal, caractéristique des Malvaceae, a cinq angles marqués. Les fruits sont formés d'un verticille de quinze à vingt akènes marqués (formant le méricarpe), sur le dos, d'un profond sillon bordé de deux ailes.

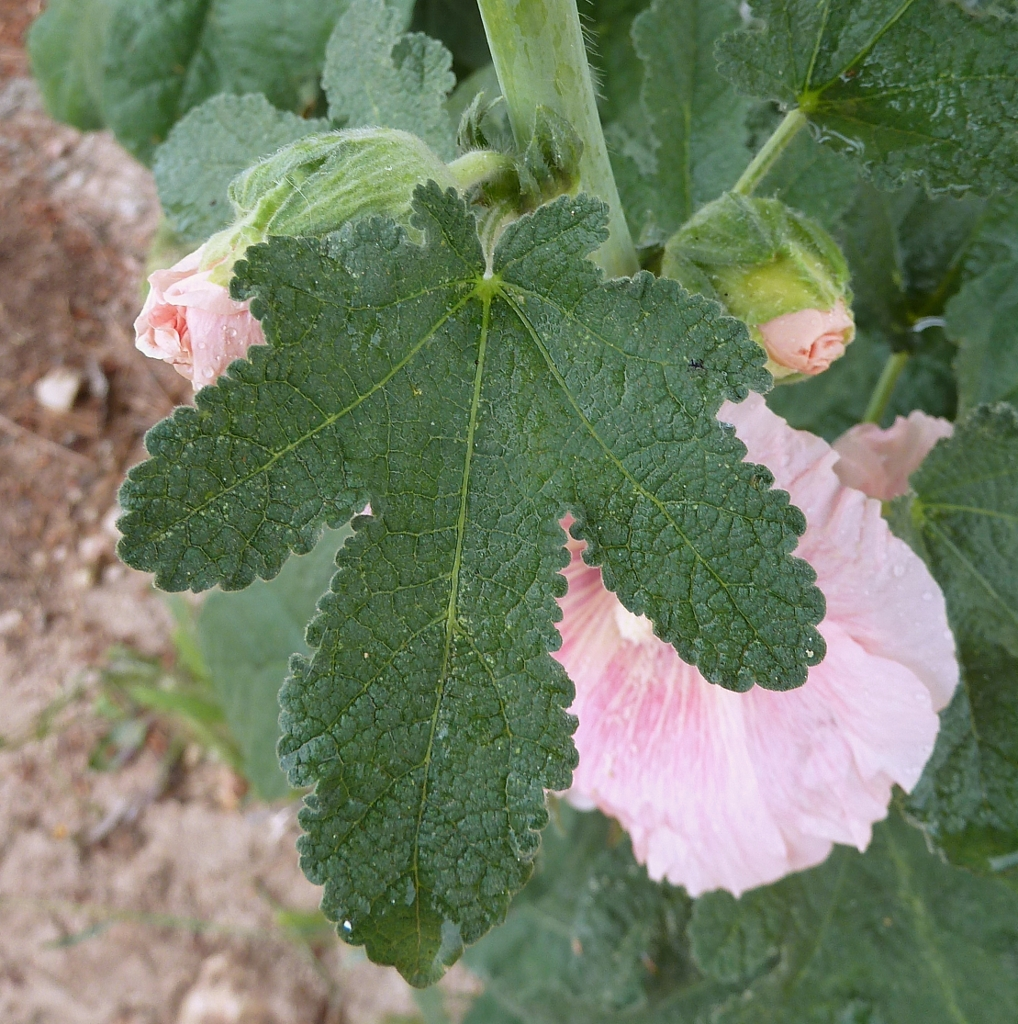
Feuille palmatilobée de type malvoïde.
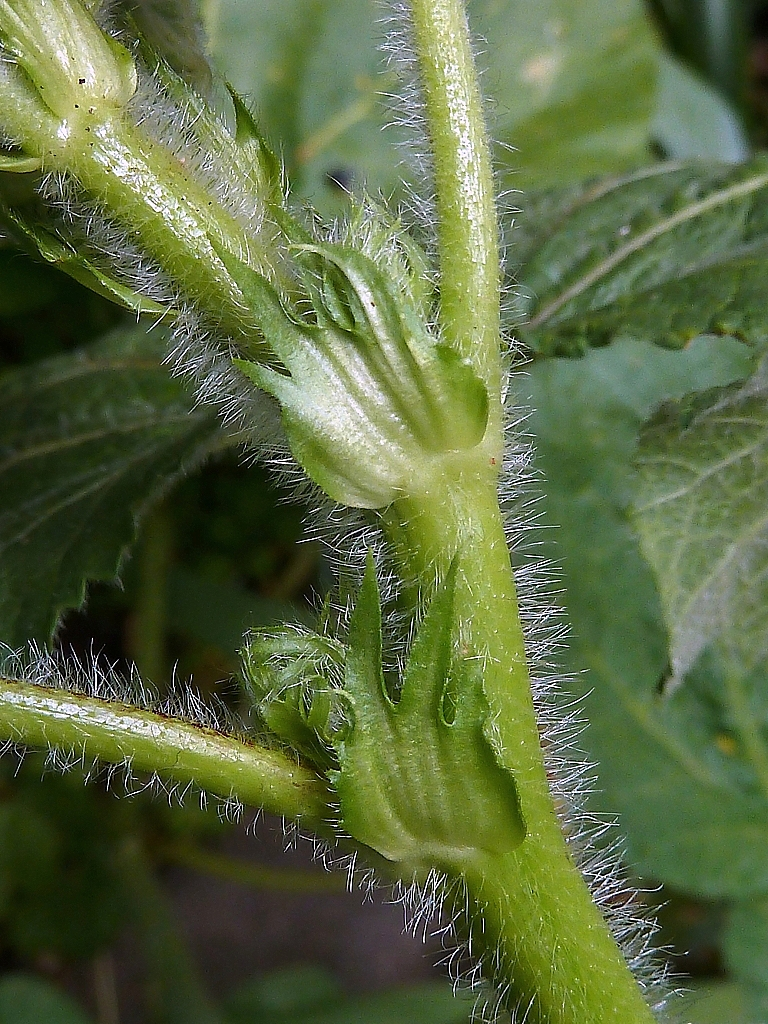
Bractées laciniées.
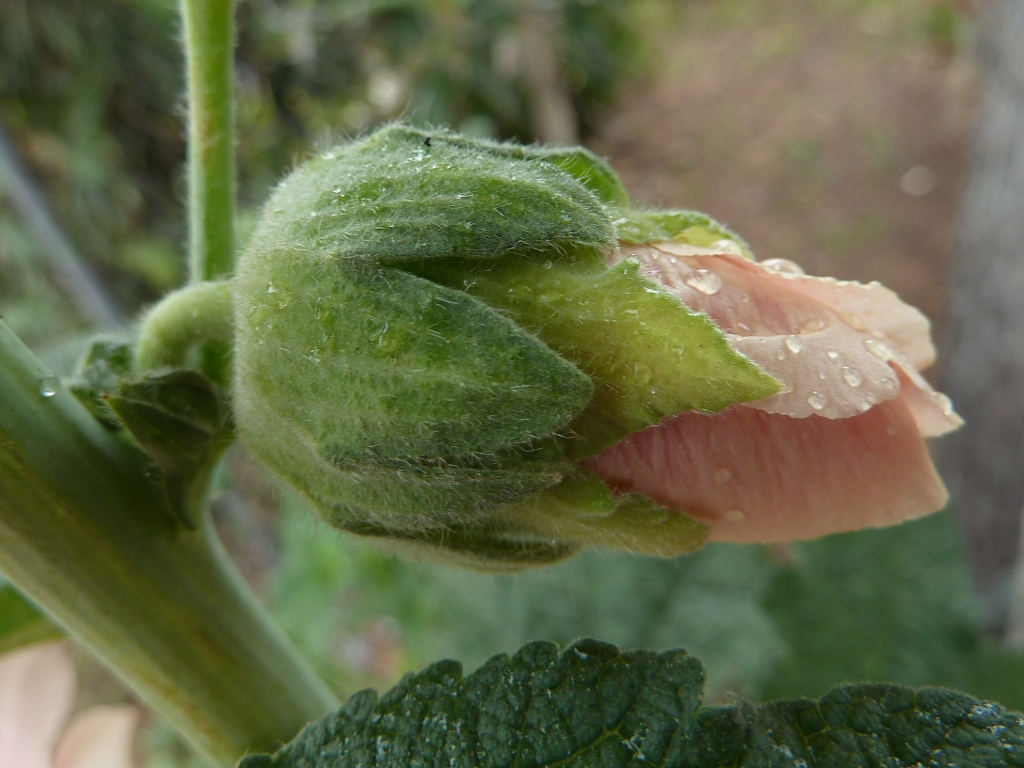
Calicule, calice et fleur.
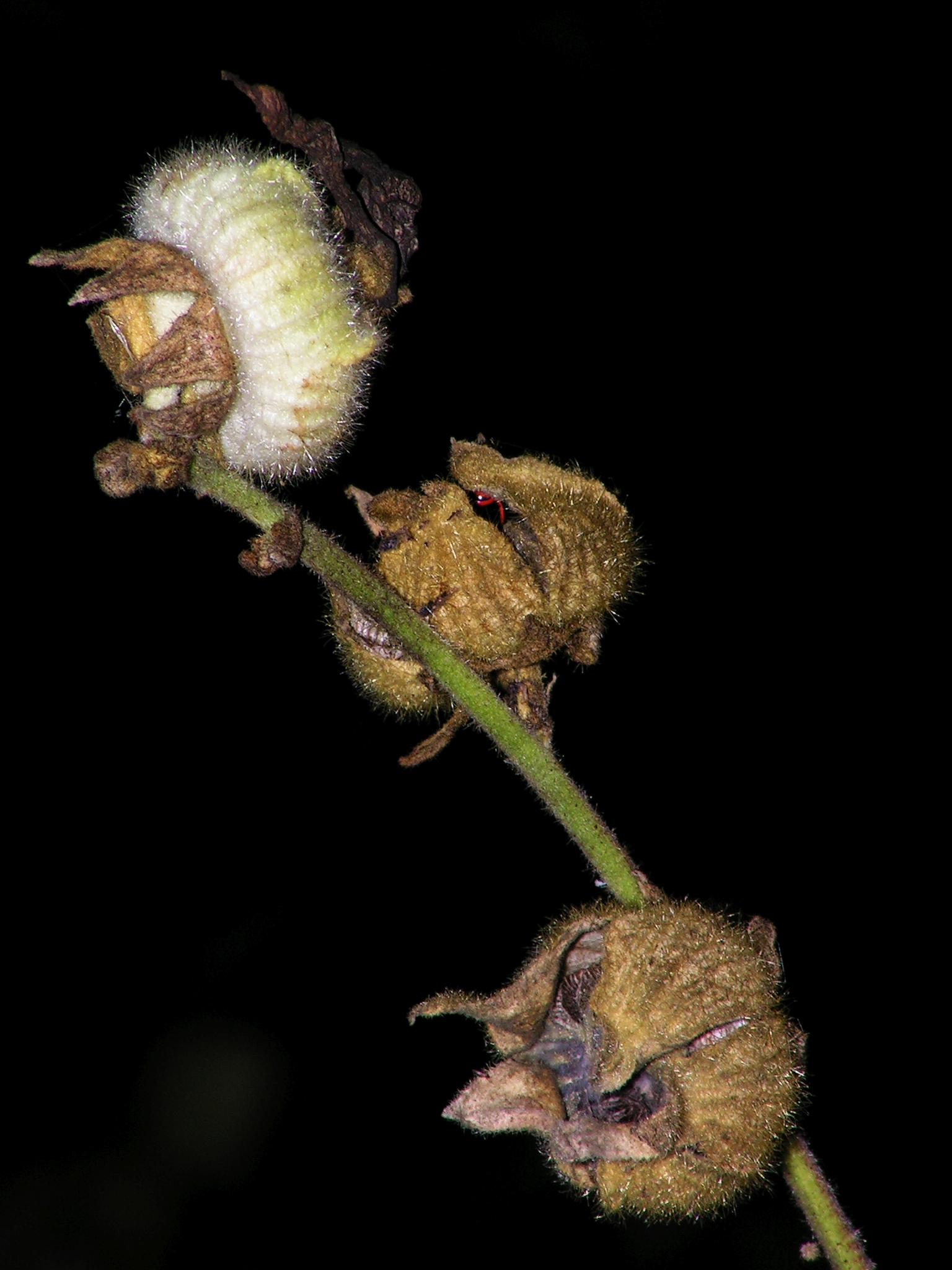
Fruits sur la tige.
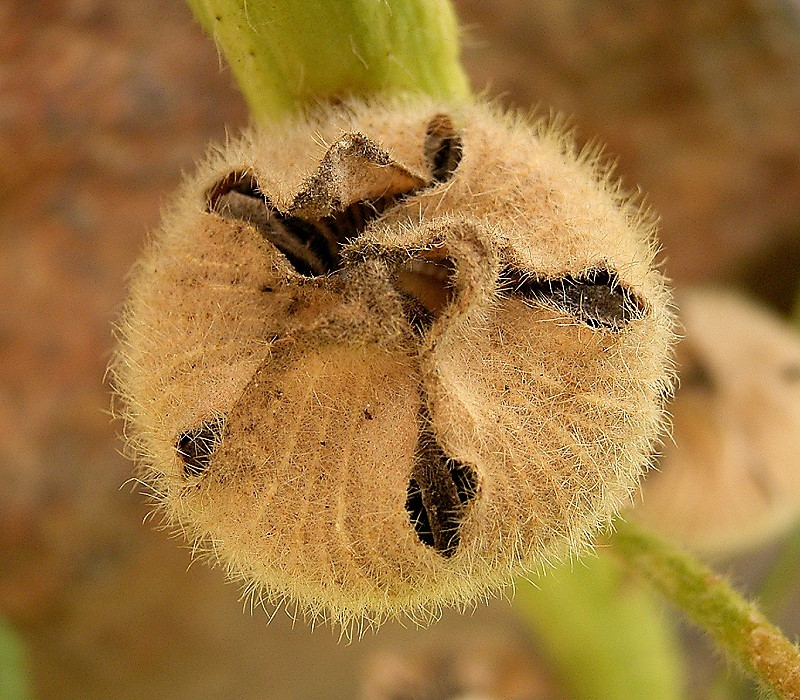
Fruit fermé.
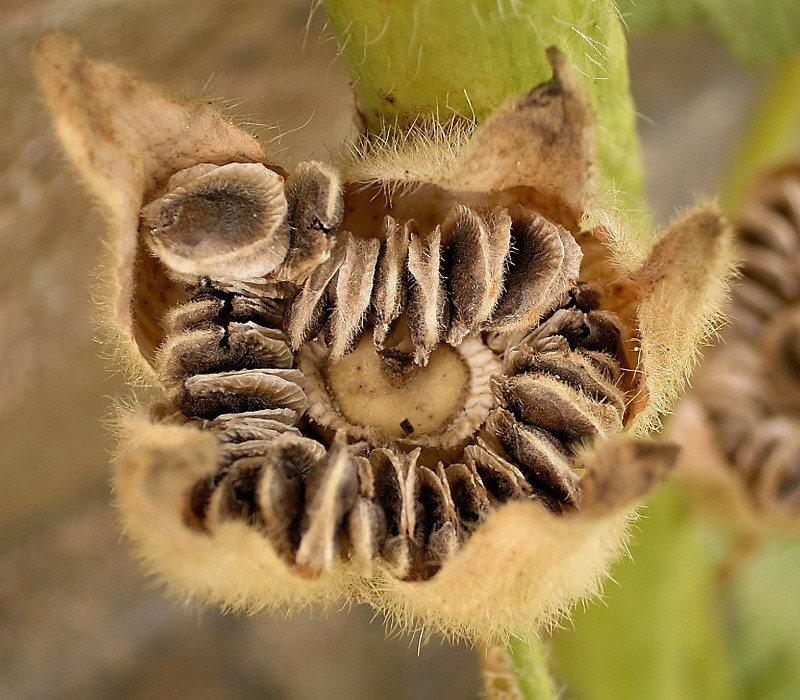
Fruit ouvert.
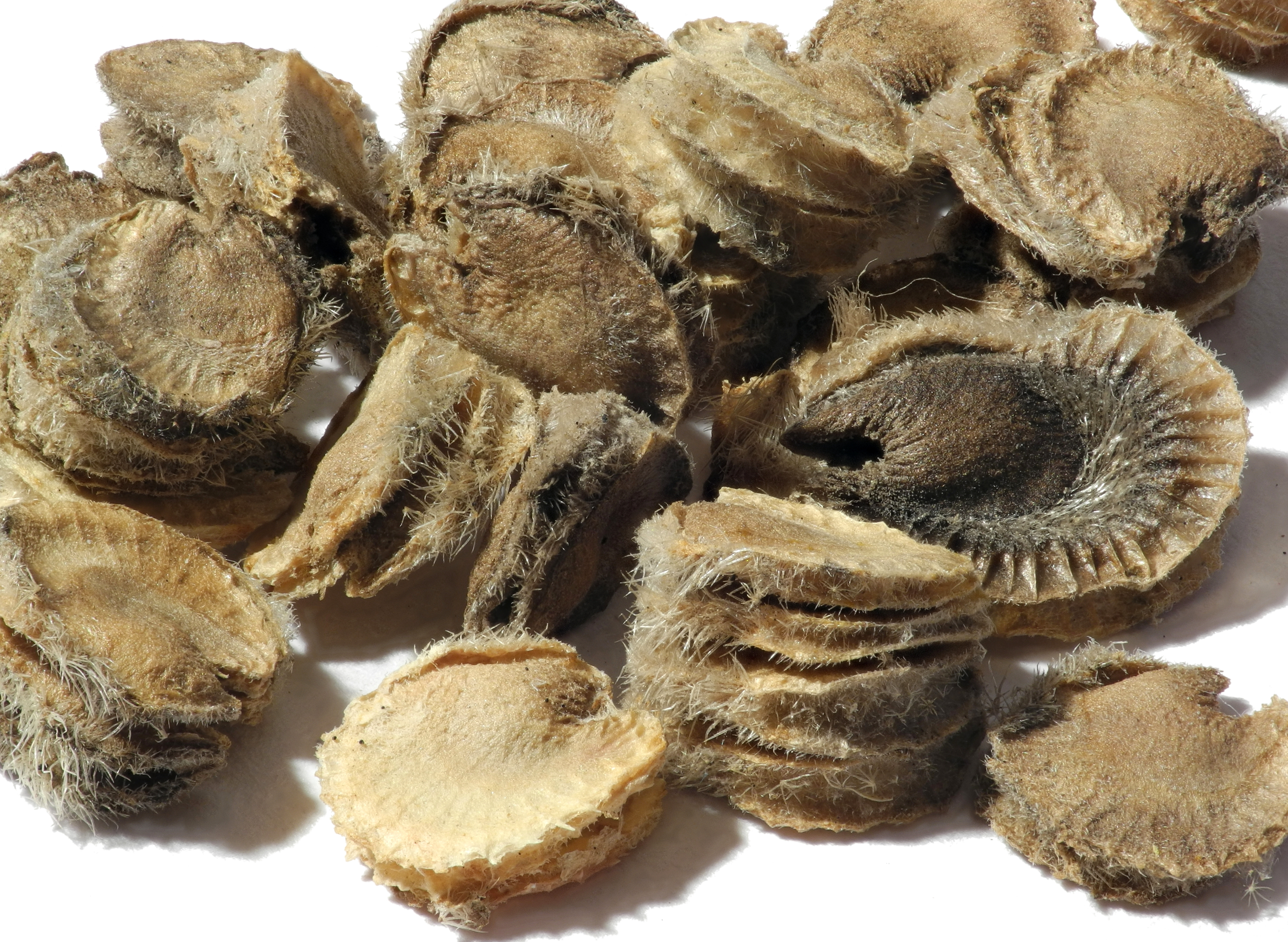
Graines (méricarpes).
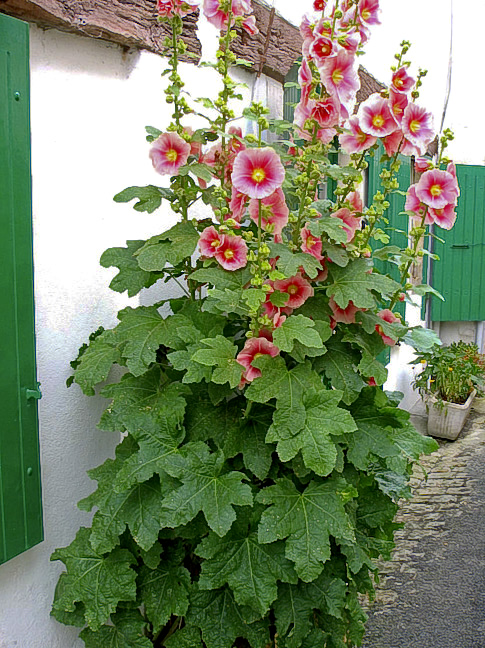
Roses trémières dans une venelle à Saint-Martin-de-Ré (Île de Ré, France).
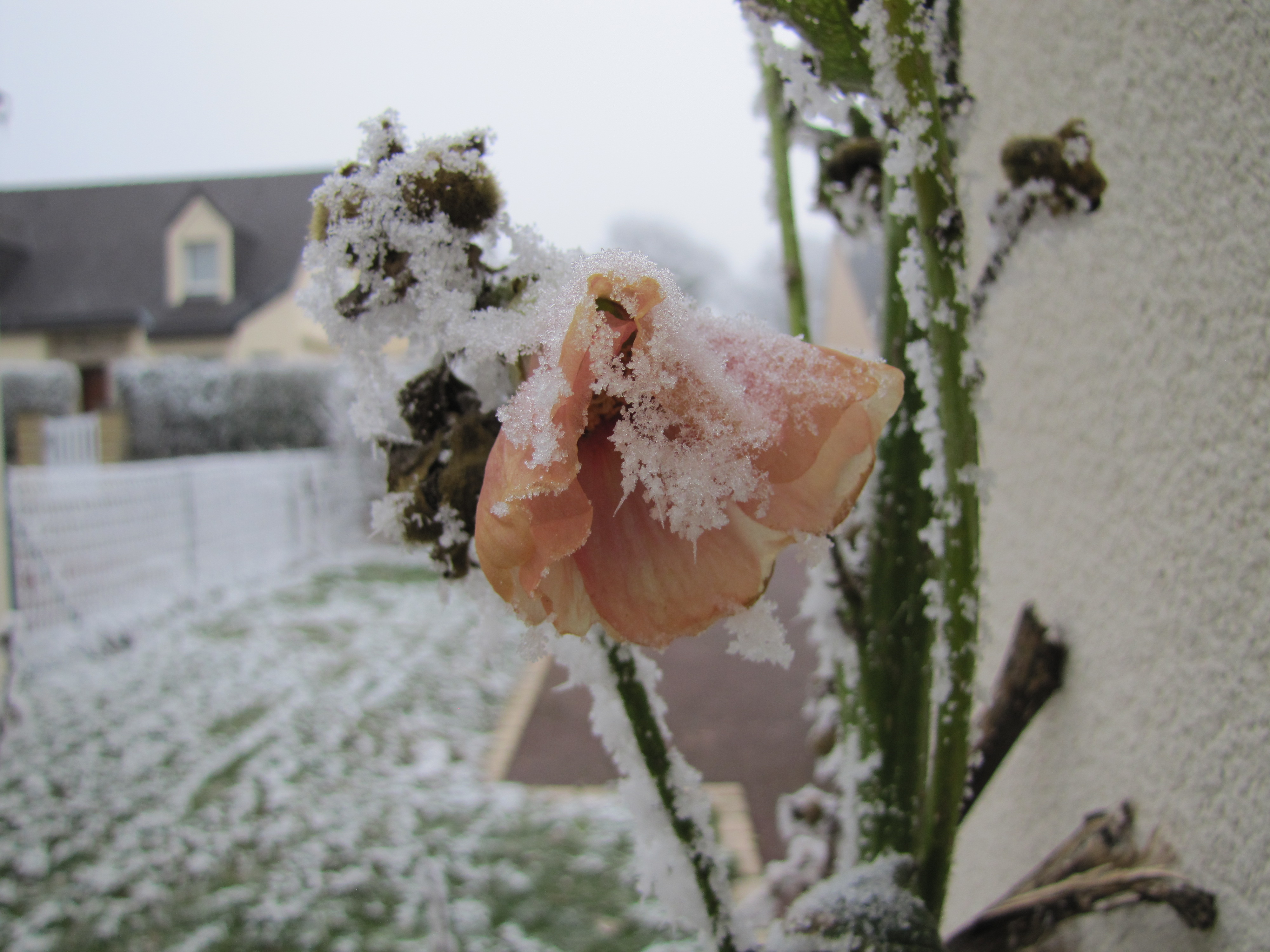
Passerose bretonne.
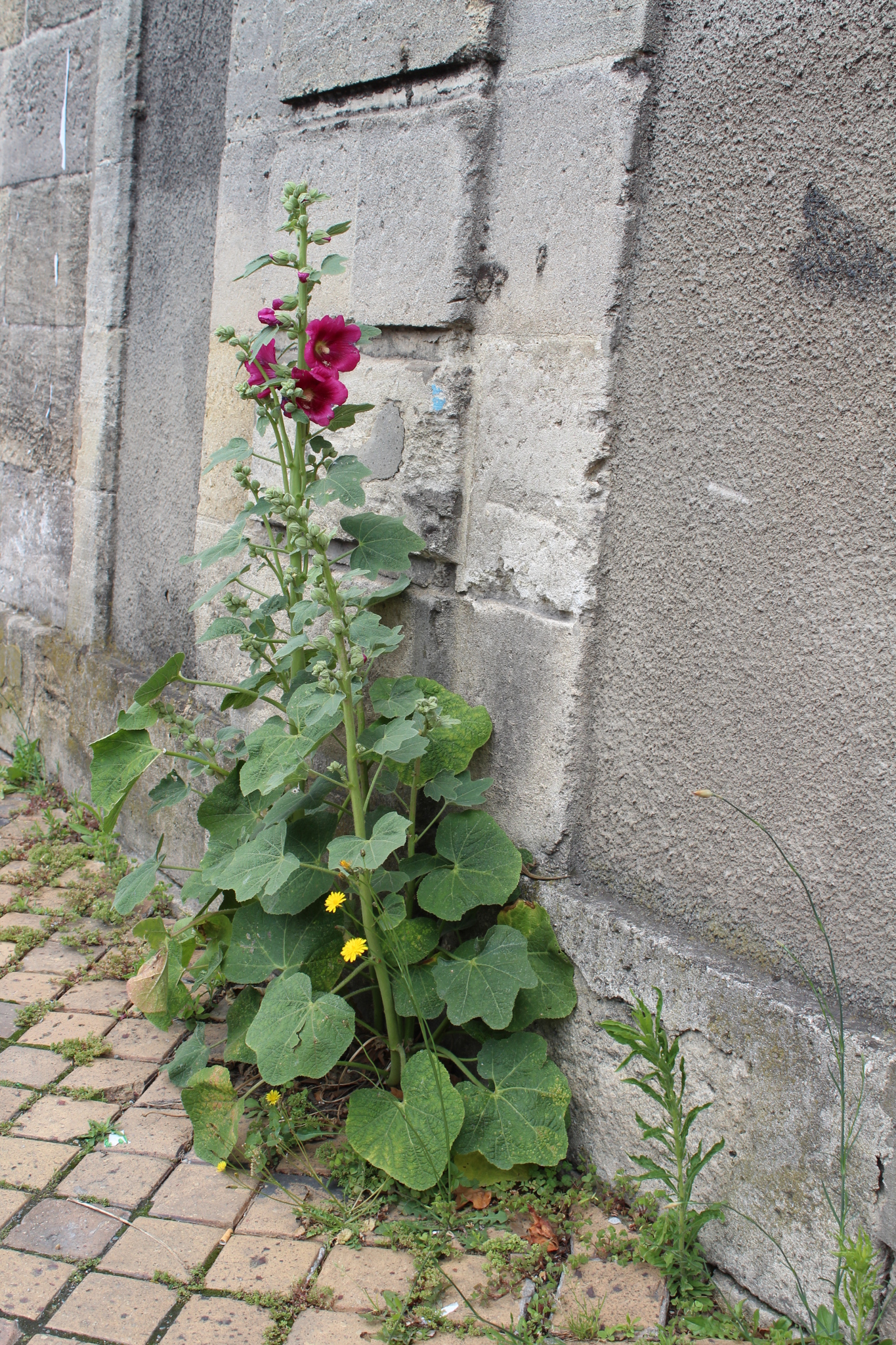
Rose trémière spontanée en ville.
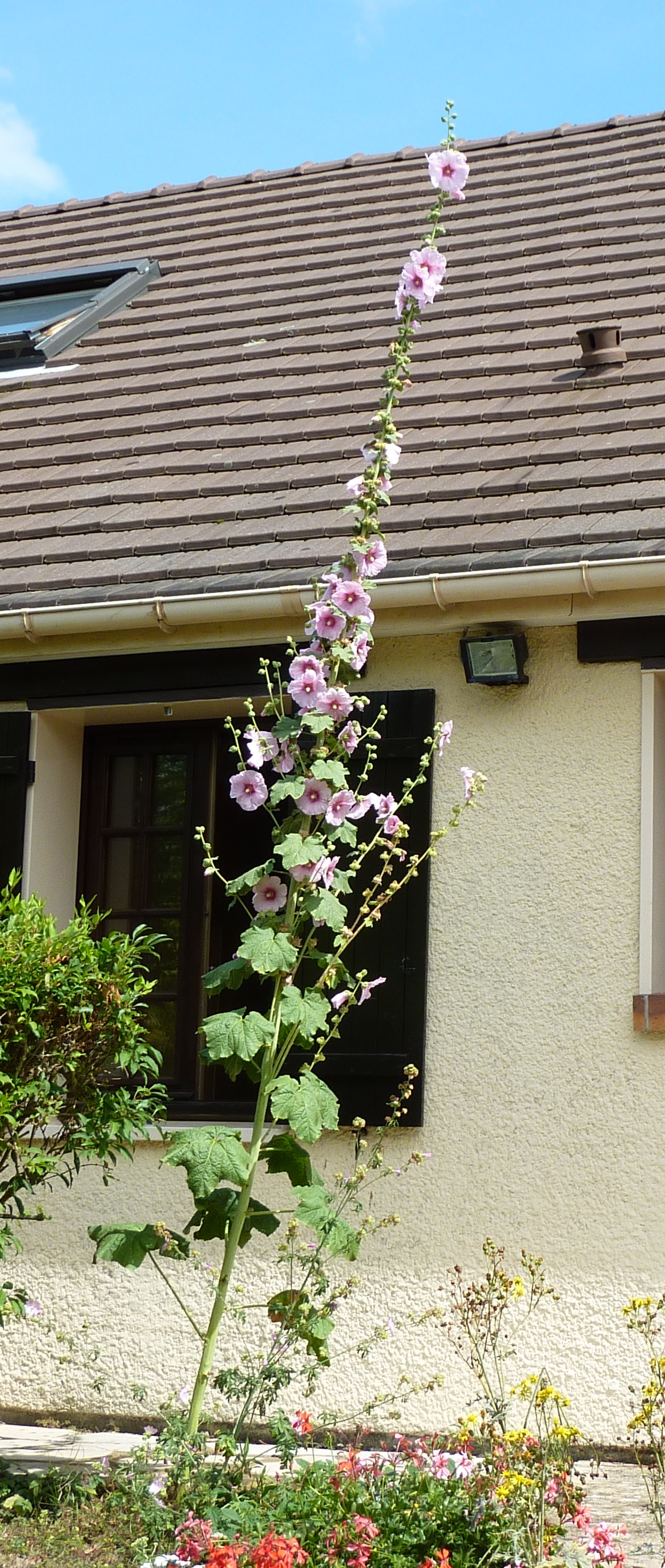
En Normandie, une rose trémière de grande taille (4,04 m).
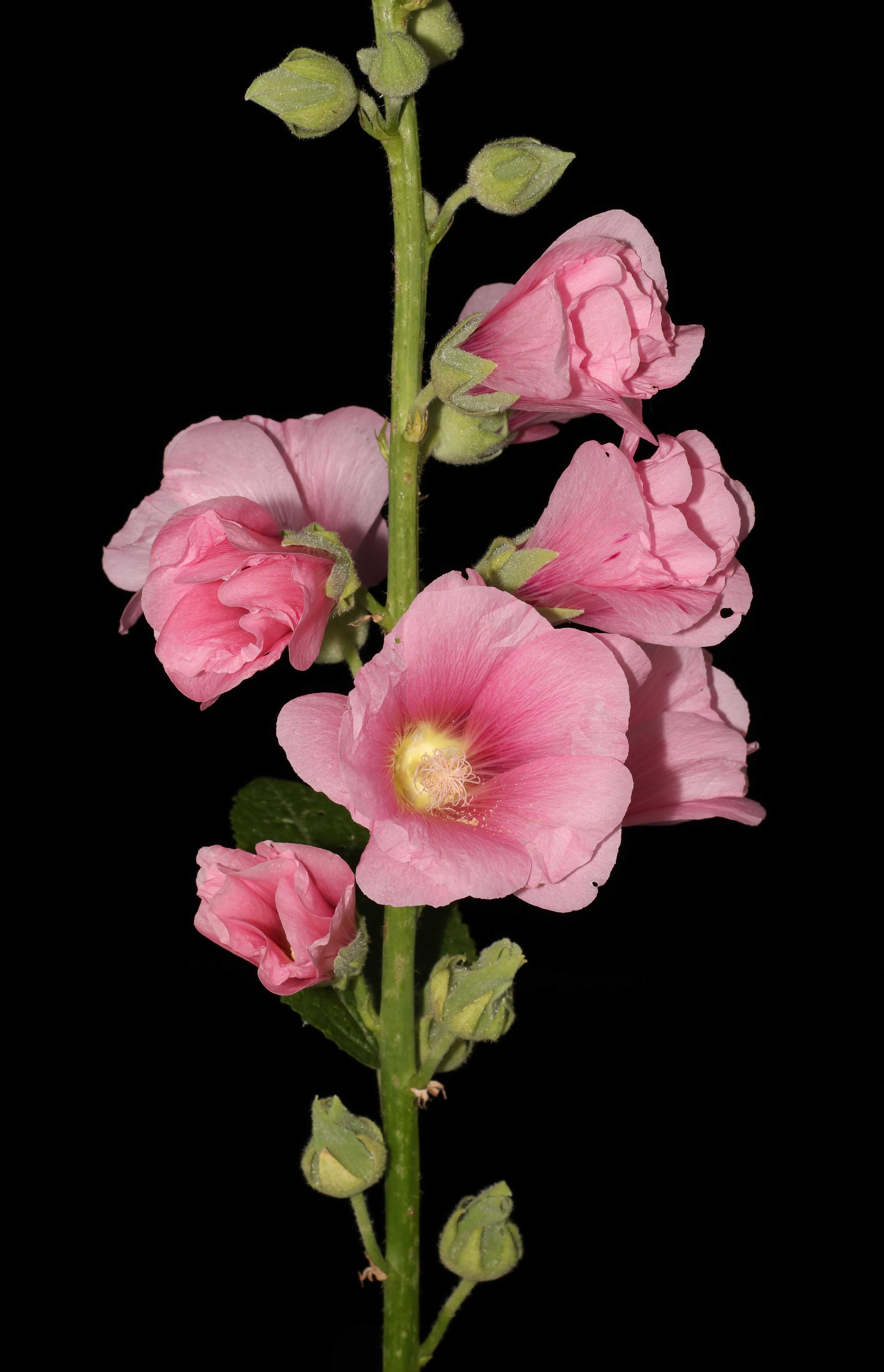
Inflorescence de rose trémière à Vinnytsia en Ukraine.

## Habitats
La rose trémière pousse dans de nombreux endroits quelquefois atypiques : entre des pavés de trottoirs, fissures de dallages, clôture grillagée, terrain en friches au milieu d'orties, on la rencontre aussi en lisières de champs ou sur un tas de terre abandonné. C'est une plante ornementale, parfois naturalisée.

## Biologie
En 2010, des elaioplastes (plastes sans pigments contenant des acides gras ou d'autres lipides et connectés avec des microtubules) ont été identifiés chez cette espèce.

## Nomenclature et systématique

### Phytonymie et origine géographique
Le nom de « rose trémière » dérivé de l'appellation « rose de trémière » est peut-être une altération de « rose d'Outremer », attesté dès 1500.
Cette plante serait originaire du Sud-Ouest de la Chine, d'où elle aurait été exportée au moins à partir du XVe siècle vers l'Europe de l'Ouest en passant par le Sud de l’Europe, le Moyen-Orient ou l’Asie centrale,,,, et aurait été rapportée par les croisés du Moyen Âge, aux XIIe et XIIIe siècles lors de batailles contre les Turcs,,.
Pour d'autres, son introduction daterait de l'expansion ottomane en Europe aux XVe et XVIe siècles. Elle est encore appelée « passerose » ou « primerose ». Son origine est inconnue (sans doute proche-orientale ou méditerranéenne), mais c'est peut-être un hybride entre Alcea setosa et Alcea pallida, originaires de l'Est de l'Europe et de l'Ouest de l'Asie, encore nommée Althéa ou Althaea rosea, cousine des hibiscus, lavatère, mauve, guimauve, d'où son autre nom de « guimauve rose ».
Son origine (rapportée par les croisés du Moyen Âge de la Terre sainte, pays de saint Jacques), et sa forme élancée (comme le bâton de Jacob) lui valent également le nom de « bourdon de Saint-Jacques » ou « bâton de Jacob ». Elle est aujourd’hui répandue dans de nombreux pays.
Philippe Foucault mentionne une introduction plus tardive en France : elle aurait fait partie des plantes expédiées à Versailles par Pierre Le Moyne d'Iberville, fondateur de la Nouvelle-Orléans, en 1703.

### Synonymes
- Alcea biennis, Winterl ;
- Alcea ficifolia, Nyman ;
- Althaea caribaea, Sims ;
- Althaea chinensis, Wall. ;
- Althaea coromandeliana, Cav. ;
- Althaea flexuosa, Sims ;
- Althaea meonantha, Link ;
- Althaea mexicana, Kunze ;
- Althaea rosea, L. Cav. ;
- Althaea sinensis, Cav. ;
- Althaea sinensis, Blanco ;
- Malva florida, Salisb. ;
- Malva hortensus, K.F.Schimp. & Spenn. ;
- Malva rosea, Garsault, nom. inval..

### Noms vernaculaires
Les noms vernaculaire de la rose trémière font souvent référence à la rose ou à la mauve.
- en allemand : Bauerneibisch, Baummalve, Baumrose, Chinesische Stockrose, etc. ;
- en anglais : common hollyhock ;
- en arabe : khatmae ;
- en portugais : malva da Índia ;
- en chinois : shi kui, zhu kui ;
- en danois : almindelig stokrose, have-stokrose, stokrose ;
- en espéranto :  alceo, alteo alta, rozalteo ;
- en estonien : aed-tokkroos, harilik tokkroos ;
- en finlandais : salkoruusu, tarhasalkoruusu ;
- en français : rose trémière, passerose, primerose, rose papale, alcée rose, bourdon de Saint-Jacques[17] ou encore bâton de Jacob[17] ;
- en japonais : tachiaoi
- en néerlandais : Stokroos ;
- en tchèque : Proskurník Růžový, Topolovka Růžová.

## Culture
Les fleurs sont simples pour l'espèce botanique, demi-doubles, doubles ou triples chez certaines obtentions agricoles.
La plantation s'effectue en automne si le climat est doux ou au printemps en cas d'hiver rude.
La multiplication de la plante peut se réaliser par des semis en été : la rose trémière se ressème souvent spontanément, d'elle-même. Les semis sont sensibles aux limaces et aux escargots. Les graines semées ne donnent pas forcément des fleurs de la même couleur que la plante d'origine ; la culture in vitro par callogenèse est possible, mais conduit à une homogénéité génétique qui rend la plante ainsi obtenue vulnérable à des attaques de parasites et maladies diverses.
Pour que la plante s'épanouisse, le sol dans lequel elle croît doit être riche et bien drainé. Elle affectionne des sols différents selon les couleurs des fleurs : les variétés sombres (rouge, noir) préfèrent les sols sableux, alors que les sols argileux semblent favoriser les plus claires.
Un emplacement au soleil, voire à la mi-ombre et pas trop venté pour ne pas qu'elle se casse est favorable à sa croissance.

## Maladies
La rose trémière est très vulnérable à un microchampignon de la famille des rouilles : Puccinia malvacearum. C'est un Basidiomycota du sous-phylum des Pucciniomycotina, appartenant à la classe des Pucciniomycetes, de l'ordre des Pucciniales (ex-Urédinales3) et de la famille des Pucciniaceae.
Il cause la rouille de la rose trémière et il a été montré en 2006, en Turquie, qu'un autre champignon (Leveillula taurica) cause aussi une maladie fongique qui blanchit les feuilles de cette plante, et qui semble pouvoir être traitée, en début d'infection, par une pulvérisation d'un mélange d'une part de lait pour huit parts d'eau). Le champignon microscopique Puccinia malvacearum a été décrit en 1852 au Chili, puis repérée en 1857 en Australie avant qu'elle ne se répande à partir de 1869 en Europe. De 1869 à 1886, les jardiniers et botanistes la signalent dans presque tous les pays d’Europe et d’Afrique ; Il semble aujourd'hui répandu sur la rose trémière dans le monde entier. 
La maladie est caractérisée par l'apparition de constellations de petites dépressions circulaires (un mm de diamètre environ) jaune orange à jaune brunâtre, correspondant, sur la face inférieure de la feuille, à des pustules en demi-sphère (brun rougeâtre mat, de 1 à 1,5 mm de diamètre), qui peuvent ensuite se réunir pour former des croûtes et envahir la tige et toutes les parties vertes de la plante (comme les pédoncules, les calices et même les graines). Les feuilles les plus touchées finissent par se flétrir et mourir.
La contamination se fait dès l'apparition des feuilles, via des basidiospores haploïdes, aérotransportées par le vent ou apportées par des insectes. Certaines de ces spores germent en produisant des hyphes qui formeront des appressoriums se plaquant sur la surface des cellules foliaires proches des stomates en tentant de pénétrer entre les cellules ostiolaires (qui se contractent pour fermer ou ouvrir les stomates) ; le mycélium (à hyphes septées sans boucles) peut alors se développer entre les cellules de la feuille et produire (toujours sur la face inférieure) des hyphes hypophylles sporogènes. Ces derniers produisent des télies (ou téleutospores) globuleuses.
Les téleutospores ont deux loges assimilables à deux probasides, chacune ayant deux noyaux non fusionnés (la cellule est dite dicaryotique). Ces téleutospores (mesurant 35-75 x 12-26 μm), dotés d'un long pédoncule hyalin (jusqu'à 150 μm de long) résistent parfaitement à l'hiver (sur ce qui reste de la plante-hôte ou au sol. Tout le cycle de vie de Puccinia malvacearum peut s'effectuer sur une unique plante (la rose trémière ou de nombreuses autres espèces de Malvaceae dont il a appris à contourner l'immunité (comme les Hibiscus, les Lavatera, les espèces sauvages de mauves (Malva moschata, Malva neglecta, Malva sylvestris) ; sur sa plante-mère, cette rouille est donc dite autoxène (ou autoïque) par rapport aux rouilles hétéroxènes ou hétéroïques qui ont besoin d'au moins deux plante-hôtes. Son cycle est incomplet (dit microcyclique) pour certains stades (S, I et II) absents (un cycle complet de développement serait dit macrocyclique). Il se pourrait, selon certains auteurs, que le mycélium puisse aussi survivre (sous forme de mycoplasme) dans les graines.
Une autre maladie à laquelle est sujette la plante découle de parasitoses : les graines peuvent être infestées d'apions des roses trémières ou de charançons qui, au gré des échanges de semences entre jardiniers, migrent vers de nouvelles régions. La plante peut aussi être parasitée par des acariens, dont par une espèce d'Aceria nouvellement décrite (en 2015, en Hongrie) : Aceria bendeguzi.

## Utilisation

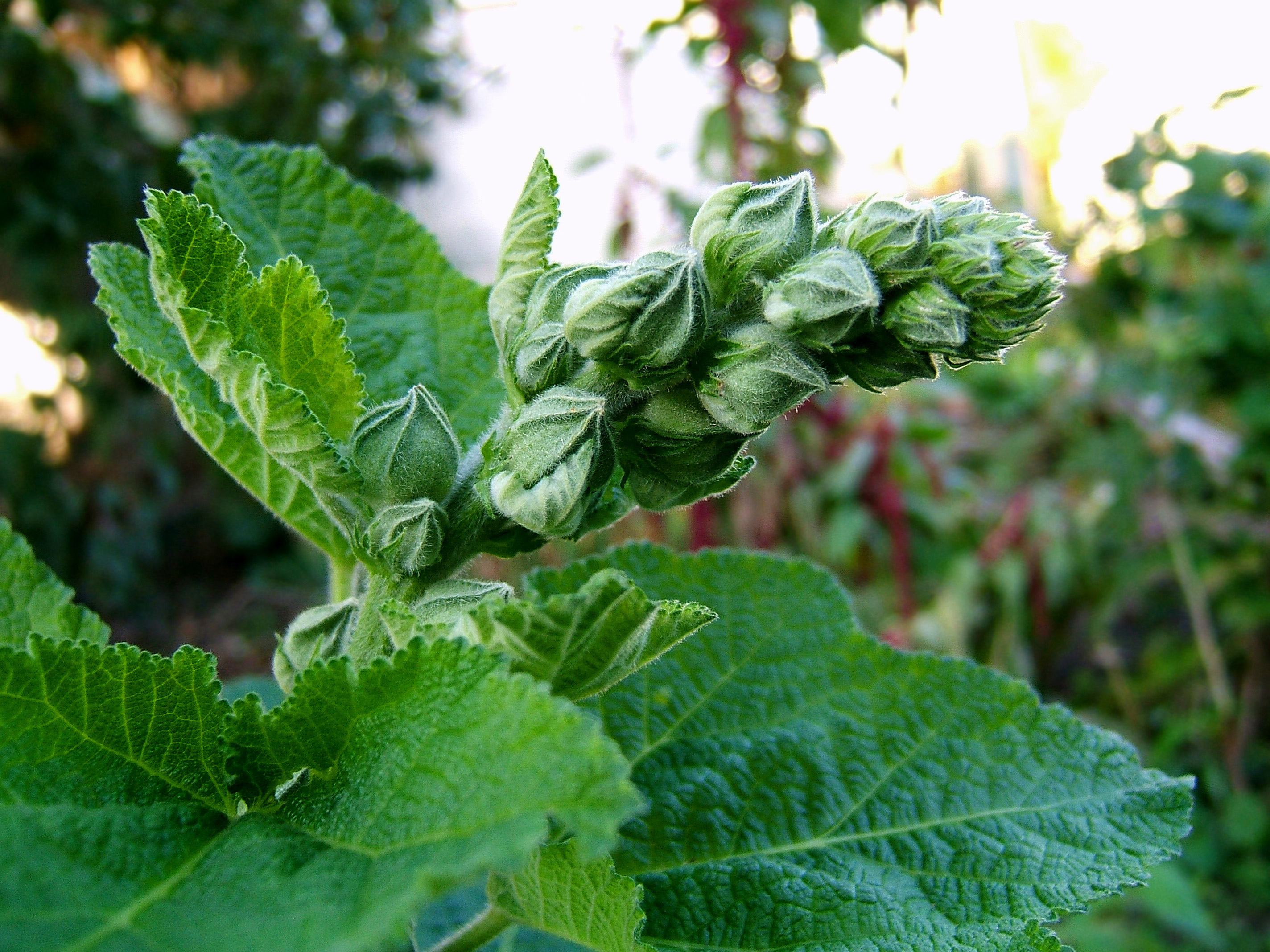
Boutons floraux.

### Utilisations alimentaires
Comme toutes les Malvaceae, cette espèce est comestible.
Les feuilles sont très tendres, mucilagineuses, comestibles crues, comme les jeunes pousses, ou cuites comme des plantes potagères. La plante est parfois encore cultivée comme légume en Égypte. Les bourgeons floraux et les fleurs, également comestibles, sont consommés en salade mais aussi en tisane, à partir de pétales séchés. La fleur contient des substances pectiniques identifiées en 2007.
Les pétales d'Alcea rosea nigra étaient jadis utilisés pour colorer les tisanes et les vins fraudés (coupage avec des vins teinturiers obtenus avec de la tisane de rose trémière).
On peut obtenir de l'amidon à partir de la racine broyée et lavée à l'eau.

### Utilisations médicinales
Cette plante présente plusieurs propriétés médicinales intéressantes dont certaines connues depuis l’Antiquité : Pline l’Ancien, au ier siècle, a dit d’elle : « Quiconque prendra une cuillère de Mauve sera ce jour-là exempt de toutes les maladies qui pourraient venir à lui. » Ses mucilages sont réputés faire un adoucissant et émollient calmant certaines irritations.
La plante est utilisée dans la médecine tibétaine traditionnelle.
Traditionnellement, la rose trémière était considérée comme présentant des vertus médicinales similaires à celles de la guimauve officinale (peut-être moins importantes) : action adoucissante, émolliente et antiglaireuse, et diurétique.
Ses fleurs sont, dans divers pays, séchées pour être utilisées en infusion, réputée soignant la toux, les enrouements, la bronchite, et calmant les douleurs de l’estomac. En collyre, elle calmerait les yeux irrités. En Inde, les fleurs d'Alcea rosea (vendues sous le nom commercial « Gulkhairo ») sont utilisées pour leurs propriétés expectorantes, rafraîchissantes et diurétiques, notamment dans de nombreux mélanges destinés à soigner la toux.
Selon des études récentes, la rose trémière a d'autres propriétés intéressantes.
- En 1985, il est découvert dans la plante des polysaccharides ayant des propriétés anti-ulcéreuses[32].
- En 2001, Papiez observe des changements histologiques révélant une influence de l'extrait de rose trémière sur le métabolisme des stéroïdes au sein des cellules de Leydig de rats de laboratoire ayant bu (durant 30 jours pour un groupe et durant 180 jours pour un autre groupe) une solution aqueuse d'extraits de rose trémière à fleur noire (Althaea rosea Cav. var. nigra) : « L'élévation statistiquement significative du niveau d'androgènes accompagnée d'une diminution de la teneur en œstrogènes dans les homogénats de testicules du groupe A2 a indiqué un faible effet anti-œstrogénique de l'extrait »[33]. 
Il poursuit ses études, cette fois, avec un extrait méthanolique de rose trémière (toujours la variété nigra). Il observe alors aussi (publication en 2004) des changements morphologiques et histoenzymatiques dans les cellules de Leydig, qui indiquent « une influence directe mais faible sur les testicules de rat. Les changements insignifiants de la testostérone testiculaire et de la teneur en estradiol suggèrent que l'extrait ne perturbe pas la stéroïdogenèse »[34].
- En 2010, Mert & al. (2010) découvrent dans des extraits de la plante des activités antimicrobiennes, mais aussi cytotoxiques[35].
- En 2012, des effets contre la lithiase urinaire sont démontrés à partir d'extraits d'Alcea rosea (en Inde, chez le rat de laboratoire)[36]).
- En 2013, on montre que les extraits méthanoliques des parties aériennes et des fleurs d'Alcea rosea Cav. sont riches en composés phénoliques, qui lui confèrent une activité antioxydante importante[37].
- En 2014, ses polysaccharides montrent des effets immunomodulateurs[38].
- En 2017, il est aussi proposé de s'en servir pour produire une nouvelle génération d'antimicrobiens (nanoparticules sphériques de nanoargent, de 7,2 nm, prroduites par une réaction biochimique au sein même de la fleur, à partir d'apport de AgNO3 sous température contrôlée)[39]. La CMI (concentration minimale inhibitrice) de ce nanoargent, expérimentalement évaluée sur une bactérie Gram-positive (Staphylococcus aureus) et sur une bactérie Gram-negative (Escherichia coli) était de 37,5 μg/mL[39].

## Colorant
De récents travaux (2019) laissent penser que ses fleurs pourraient être utilisées pour produire des colorants de la laine et du coton.

## Phytoremédiation
Selon une étude datée de 2008, cette plante est hyper-accumulatrice de cadmium (Cd) en présence d'agents chélateurs ; elle peut donc être utilisée pour certains types de phytoremédiation.
Il convient donc de ne pas consommer de roses trémières ayant poussé sur des sols pollués.

## Caractère expansionniste
La rose trémière n'est, à l'heure actuelle, pas considérée comme une espèce invasive. Cependant, elle s'acclimate sans problème et elle s'est assez bien naturalisée en milieu urbain, en raison de l’intérêt du public pour sa culture,.

## Langage des fleurs
Dans le langage des fleurs, la rose trémière symbolise l'amour simple, c'est-à-dire libéré de toutes jalousies et formes de tromperie.

## Exemples de coloration des fleurs de rose trémière

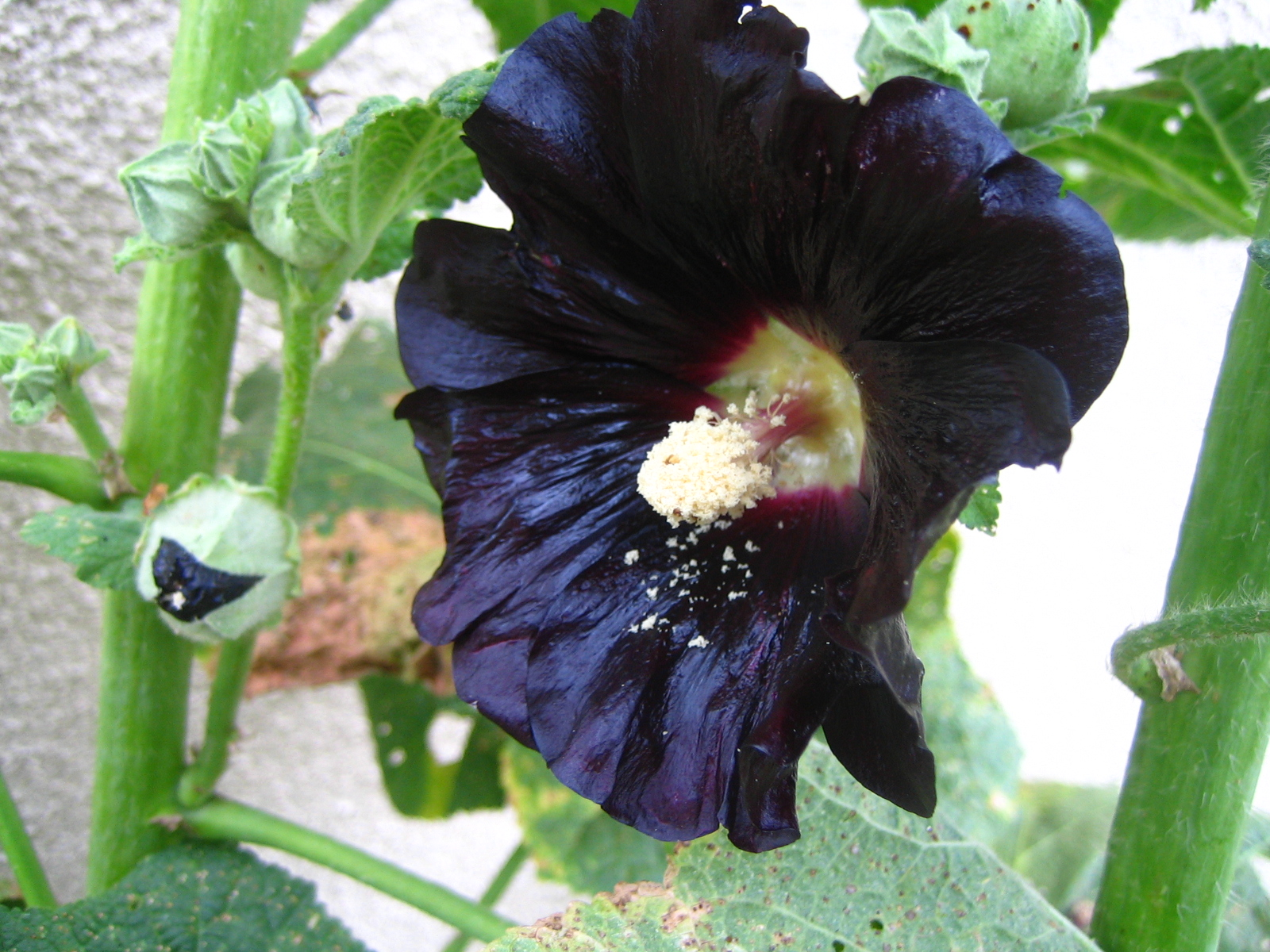
Bleue.
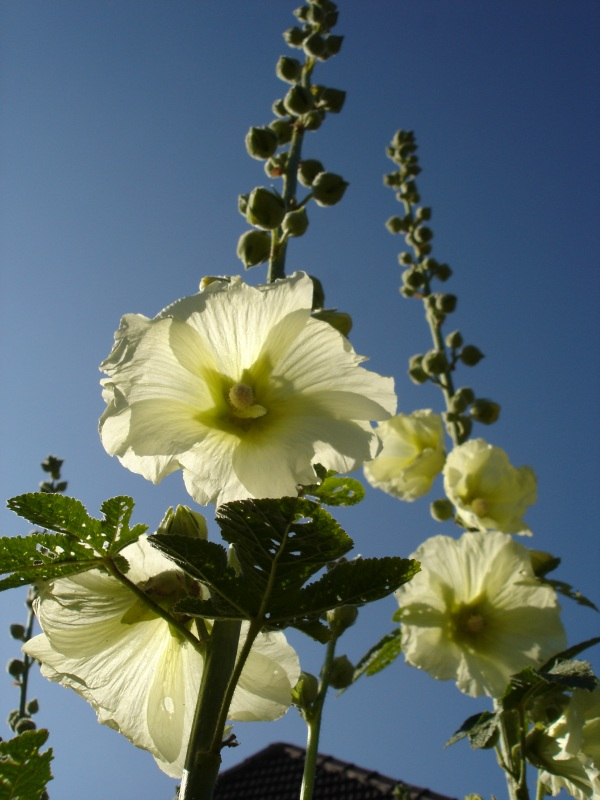
Jaune.
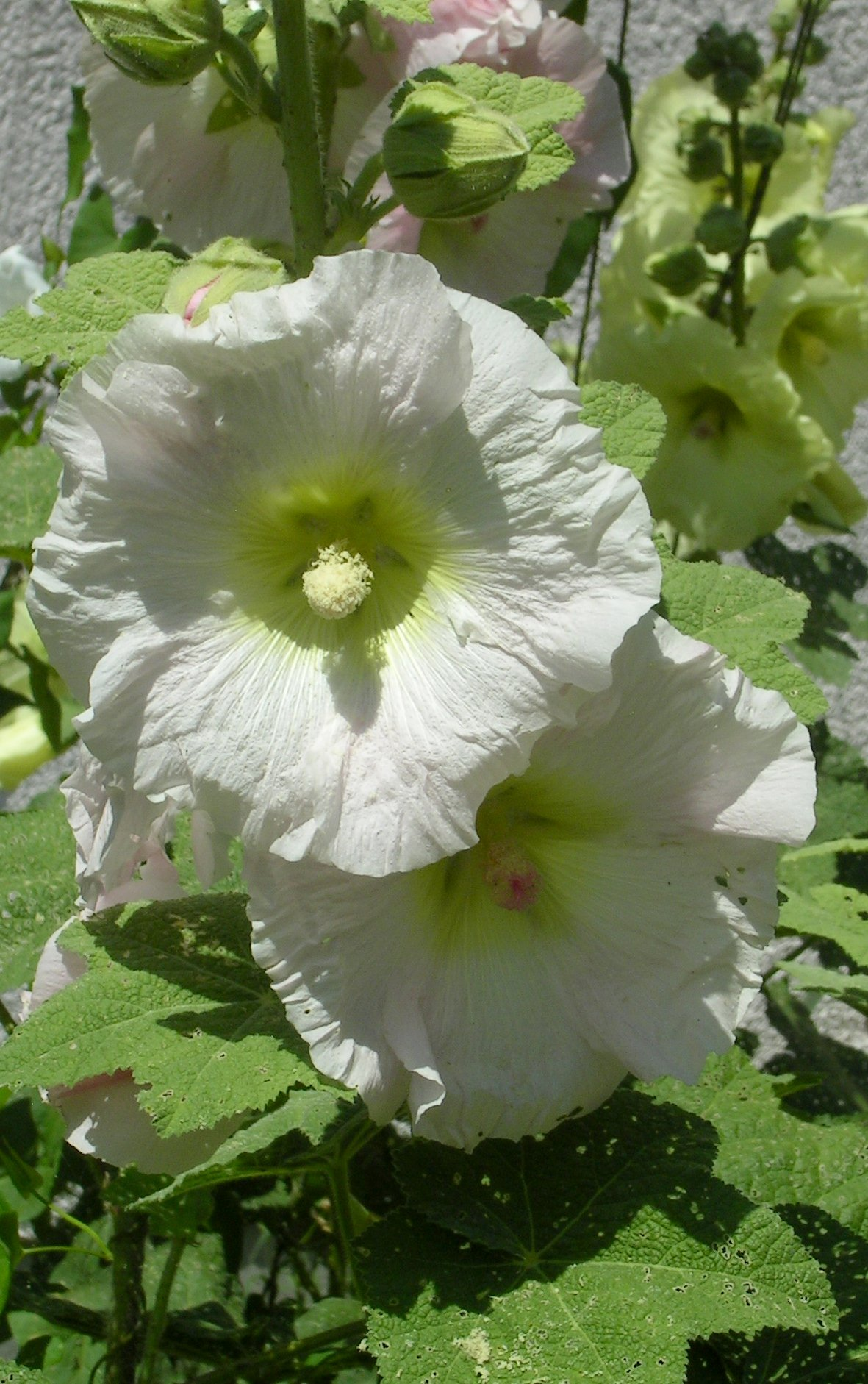
Blanche.
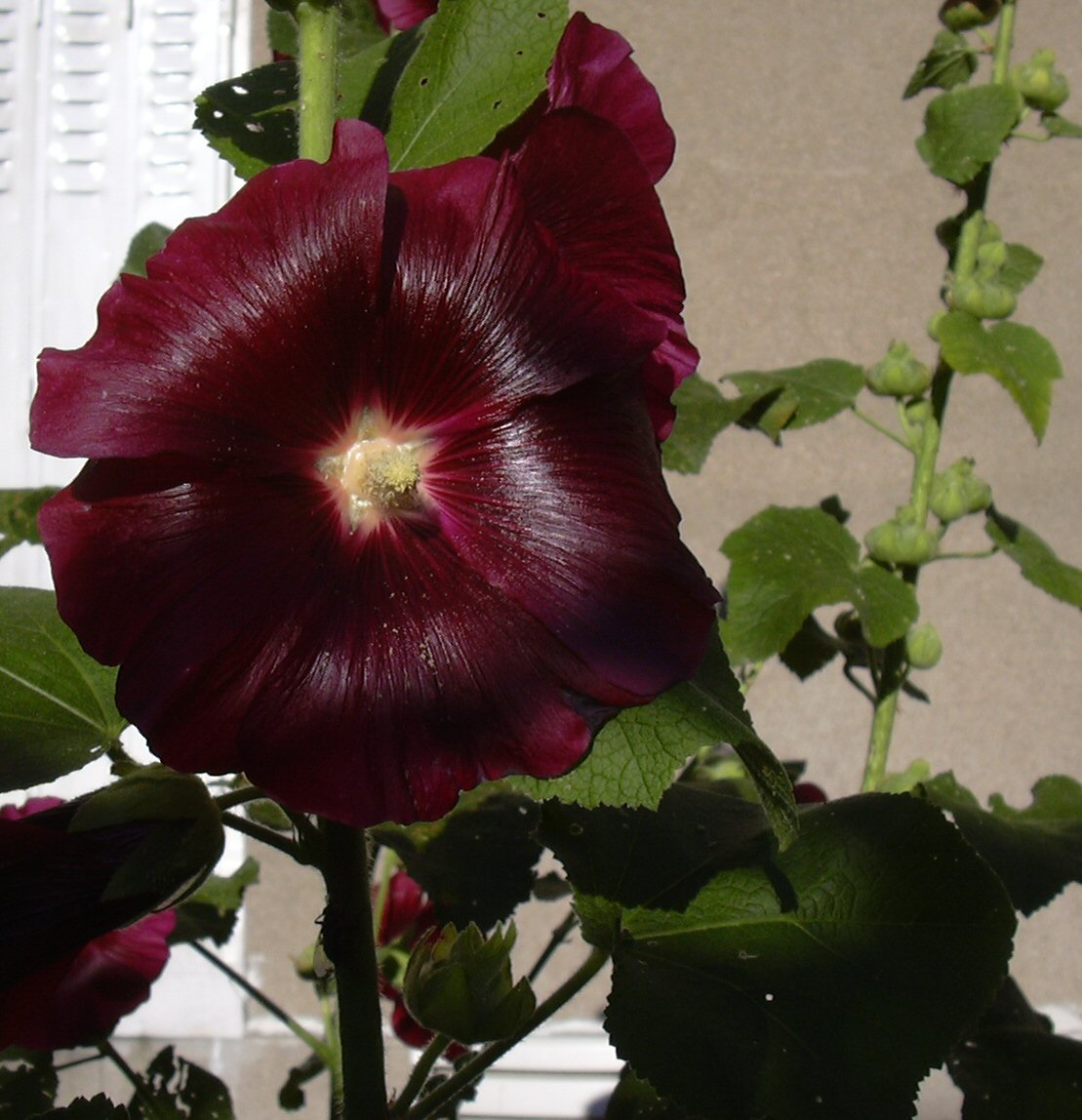
Rouge sang.
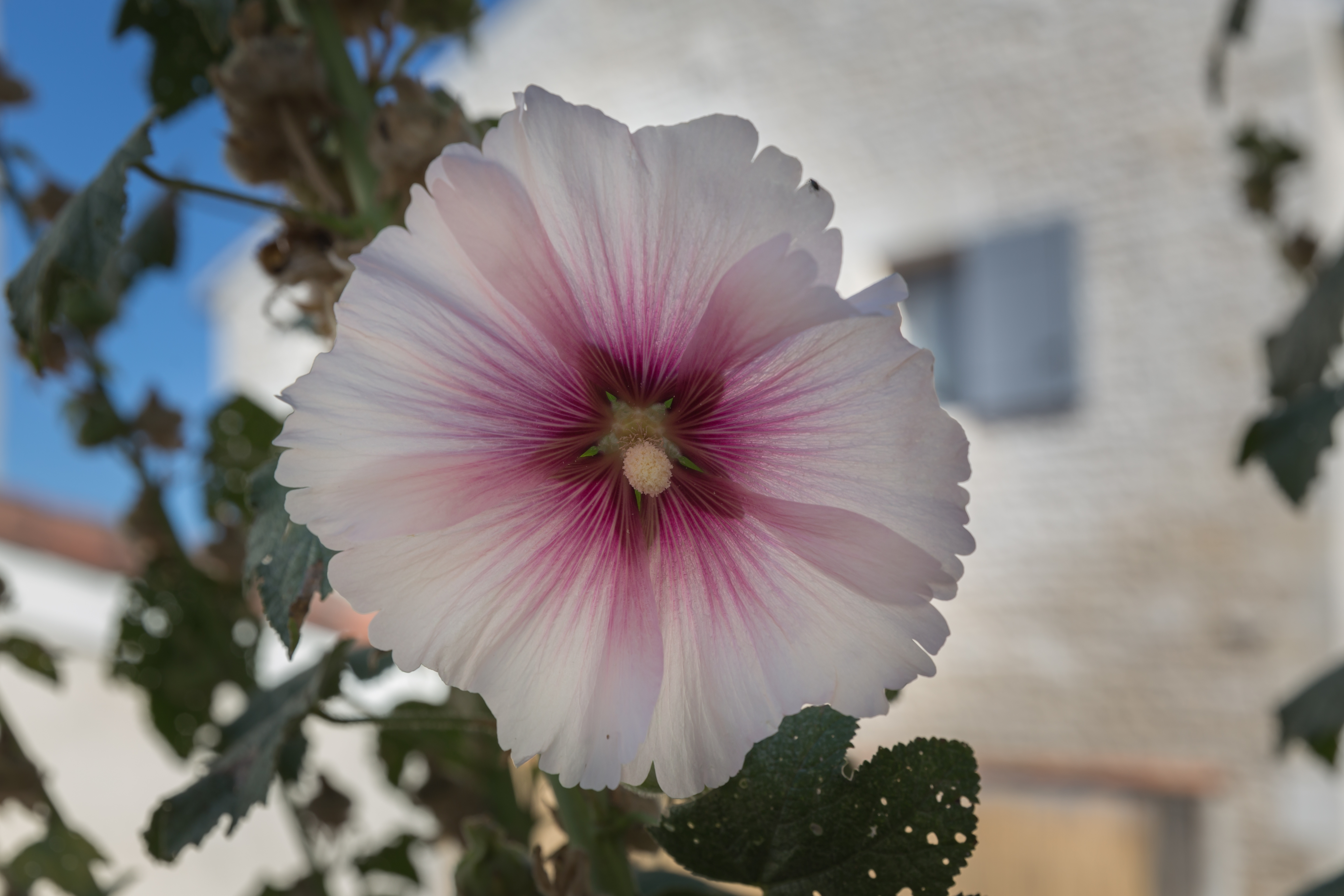
Rose.
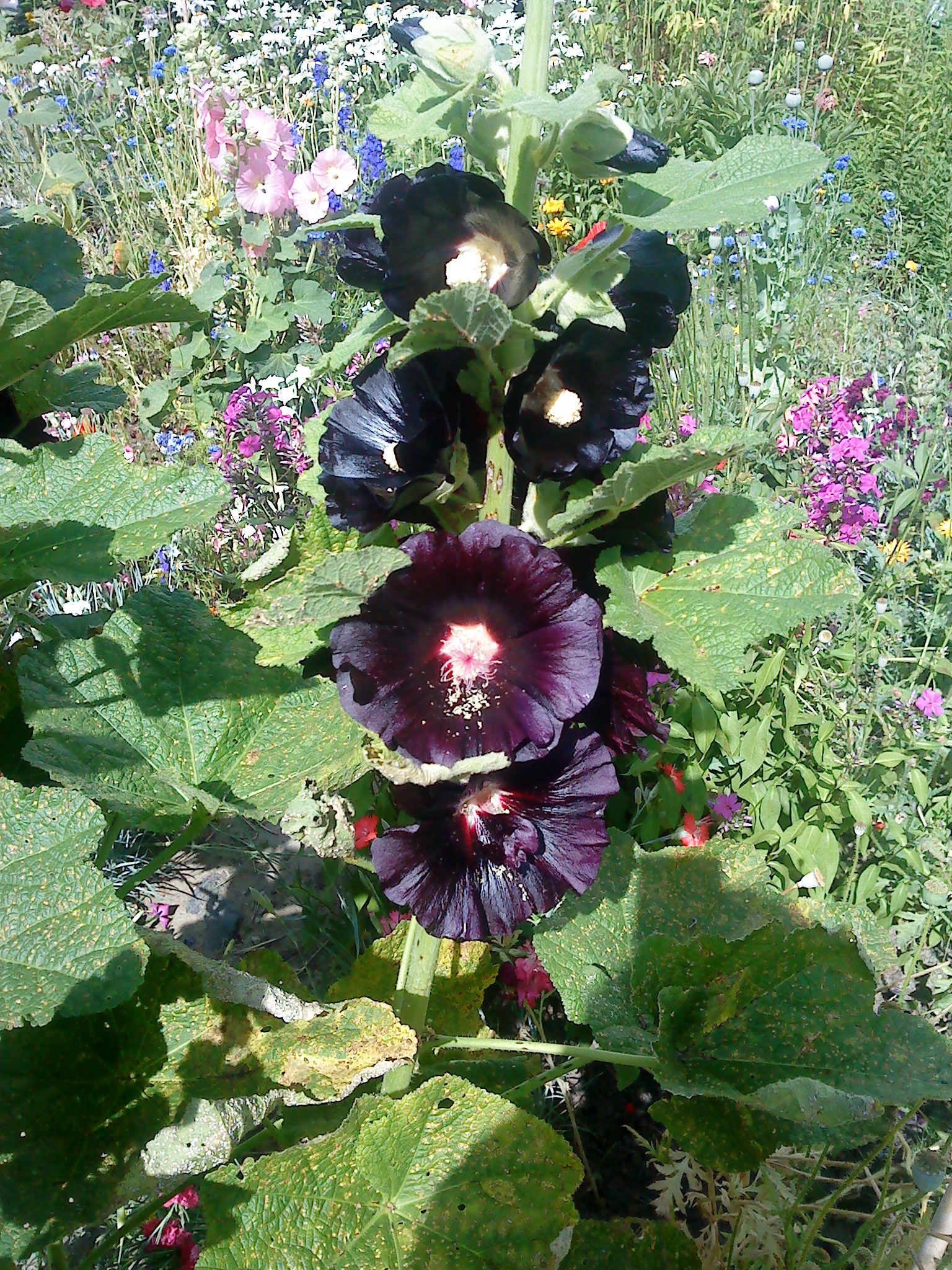
Noire.
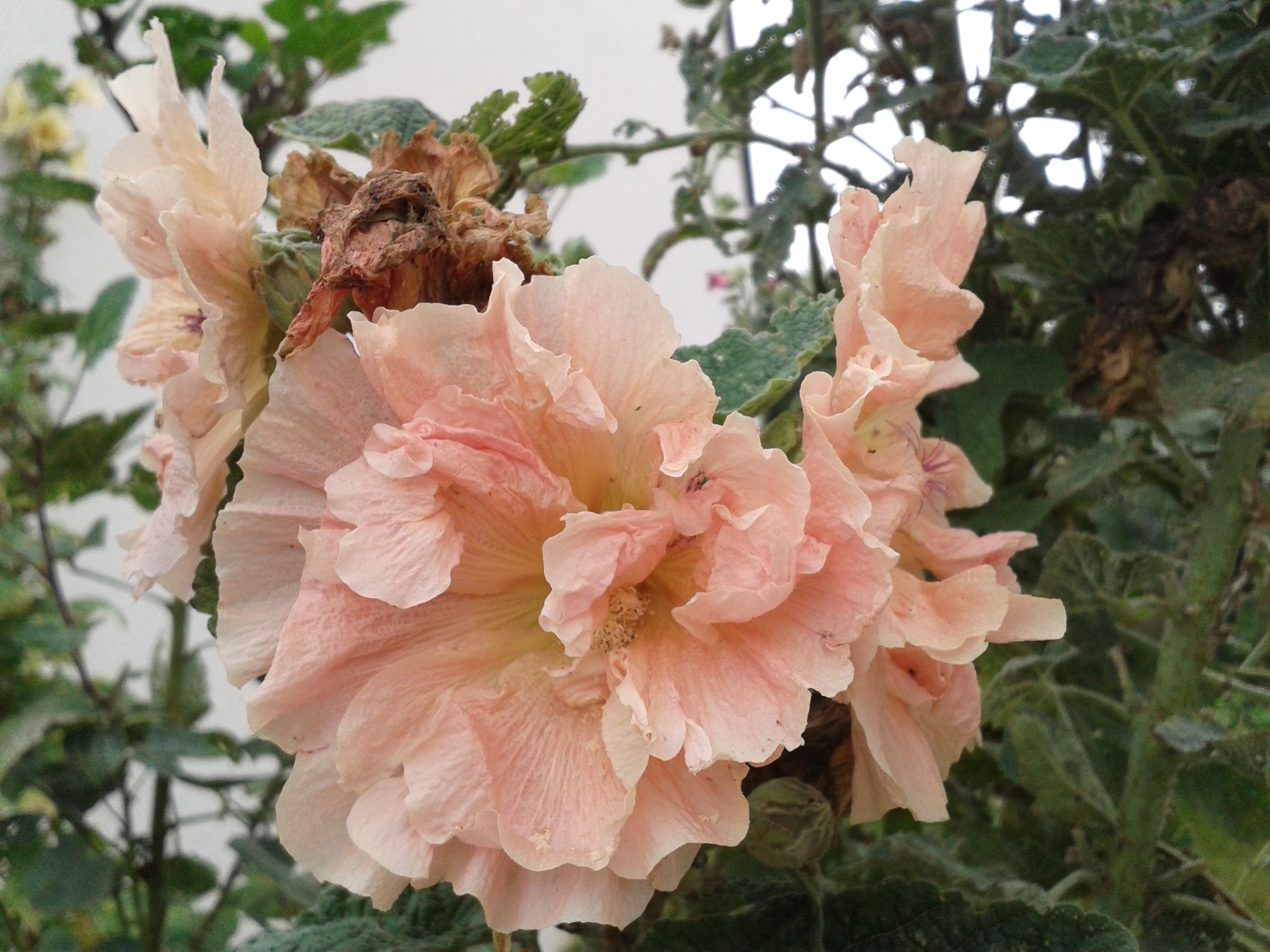
Saumon chiffonnée. Un pied de roses trémières peut donner des fleurs de couleurs différentes selon la saison.
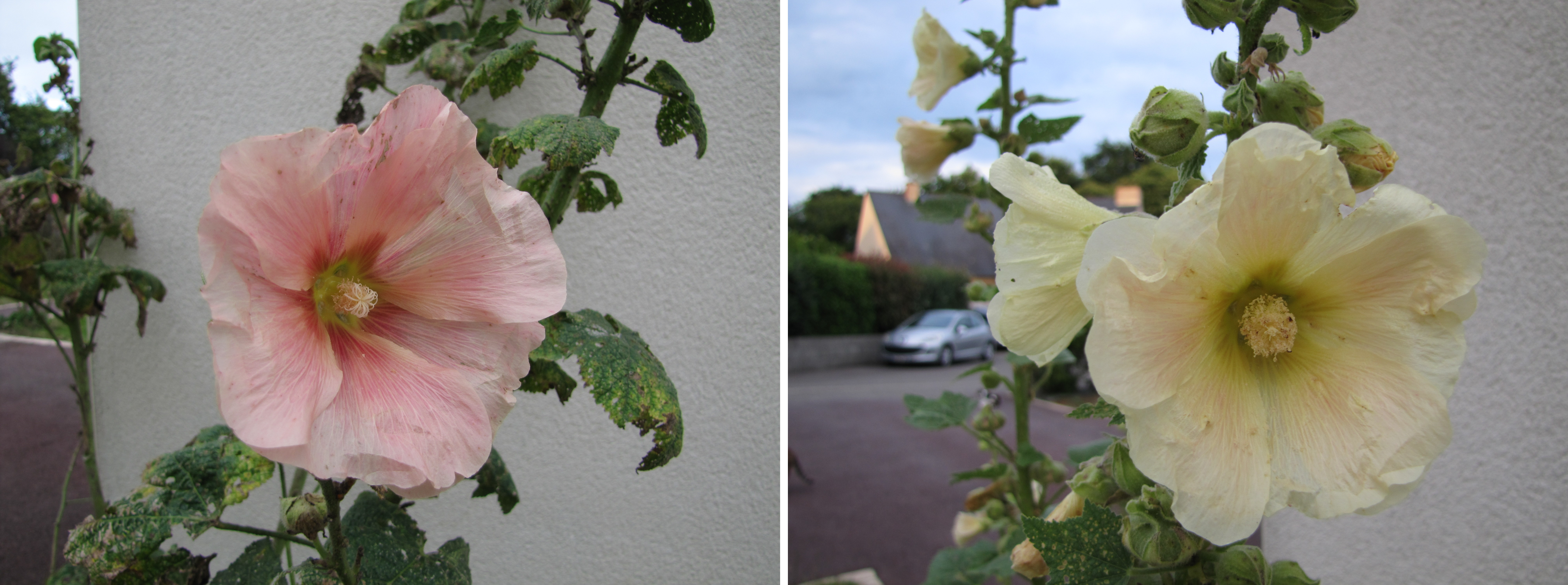
Même plant entre les mois de septembre et de juillet.
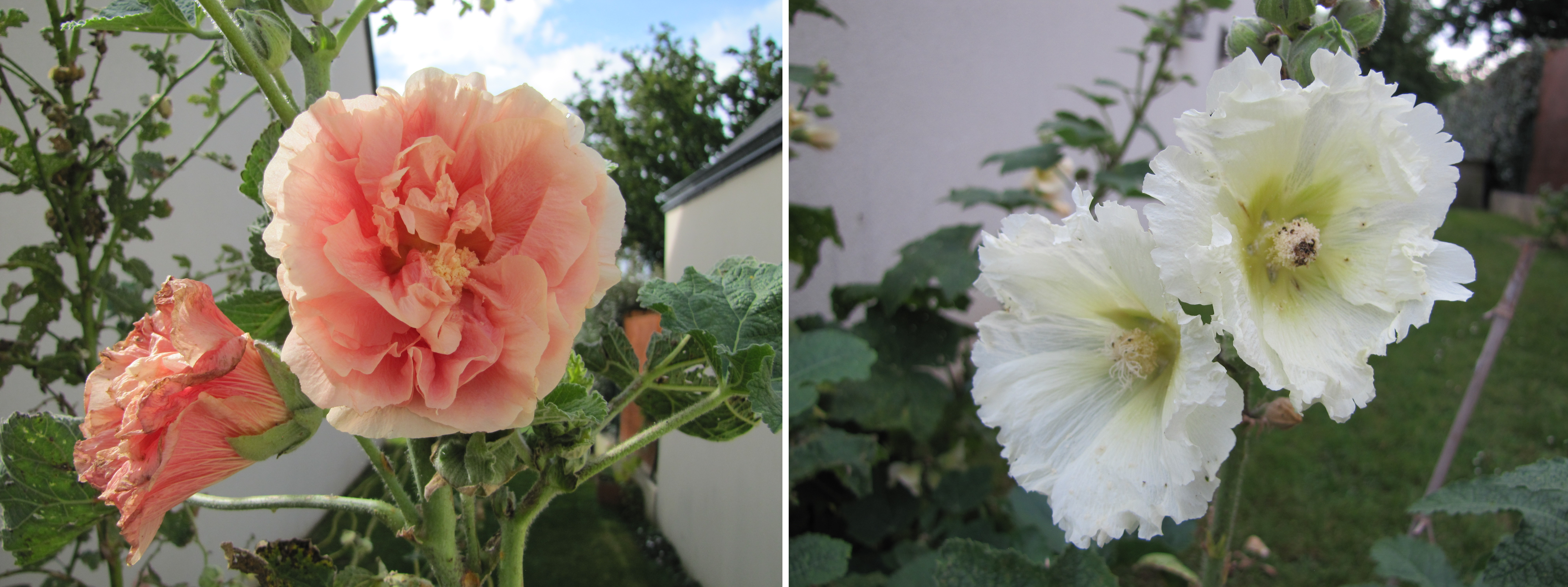
Une même rose trémière en automne puis l'été suivant.

Un pied de roses trémières peut donner des fleurs de couleurs différentes selon la saison.

### Peinture

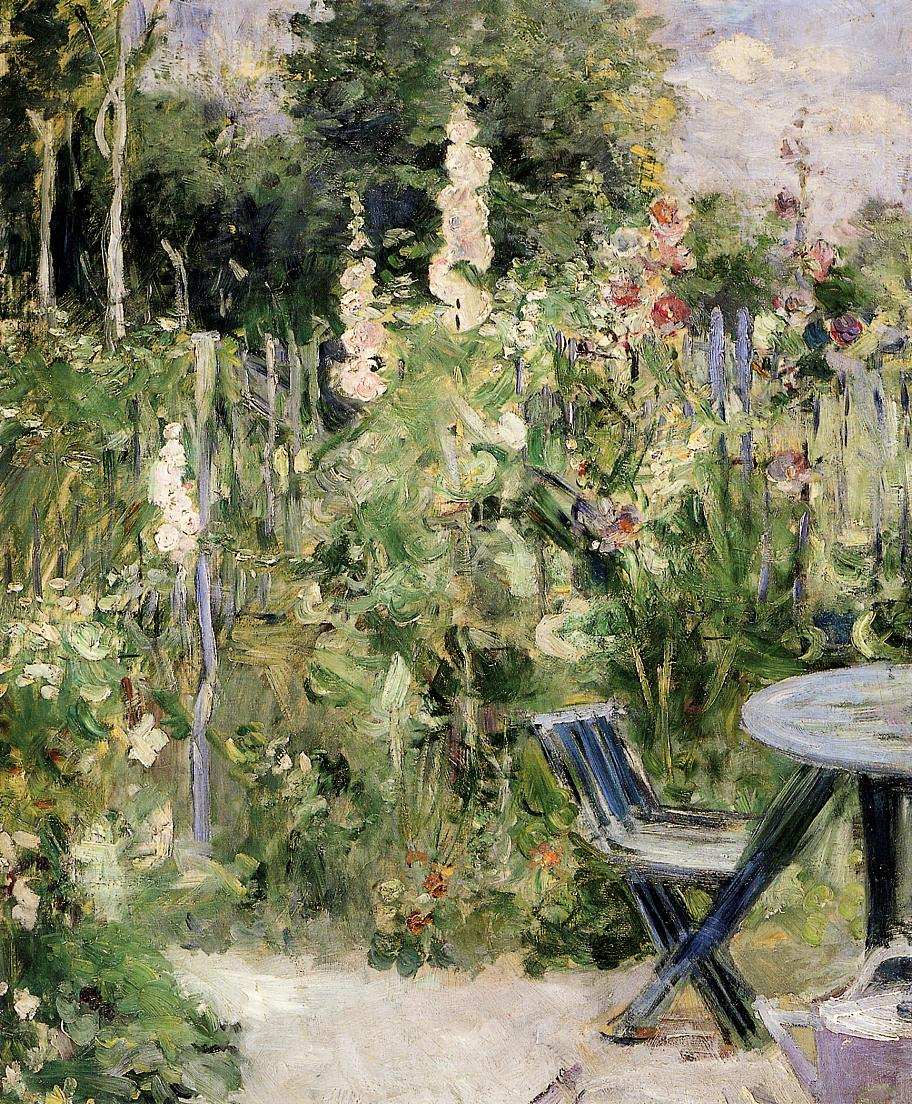
Roses trémières, par Berthe Morisot (1880).

## Dans les arts

### Architecture

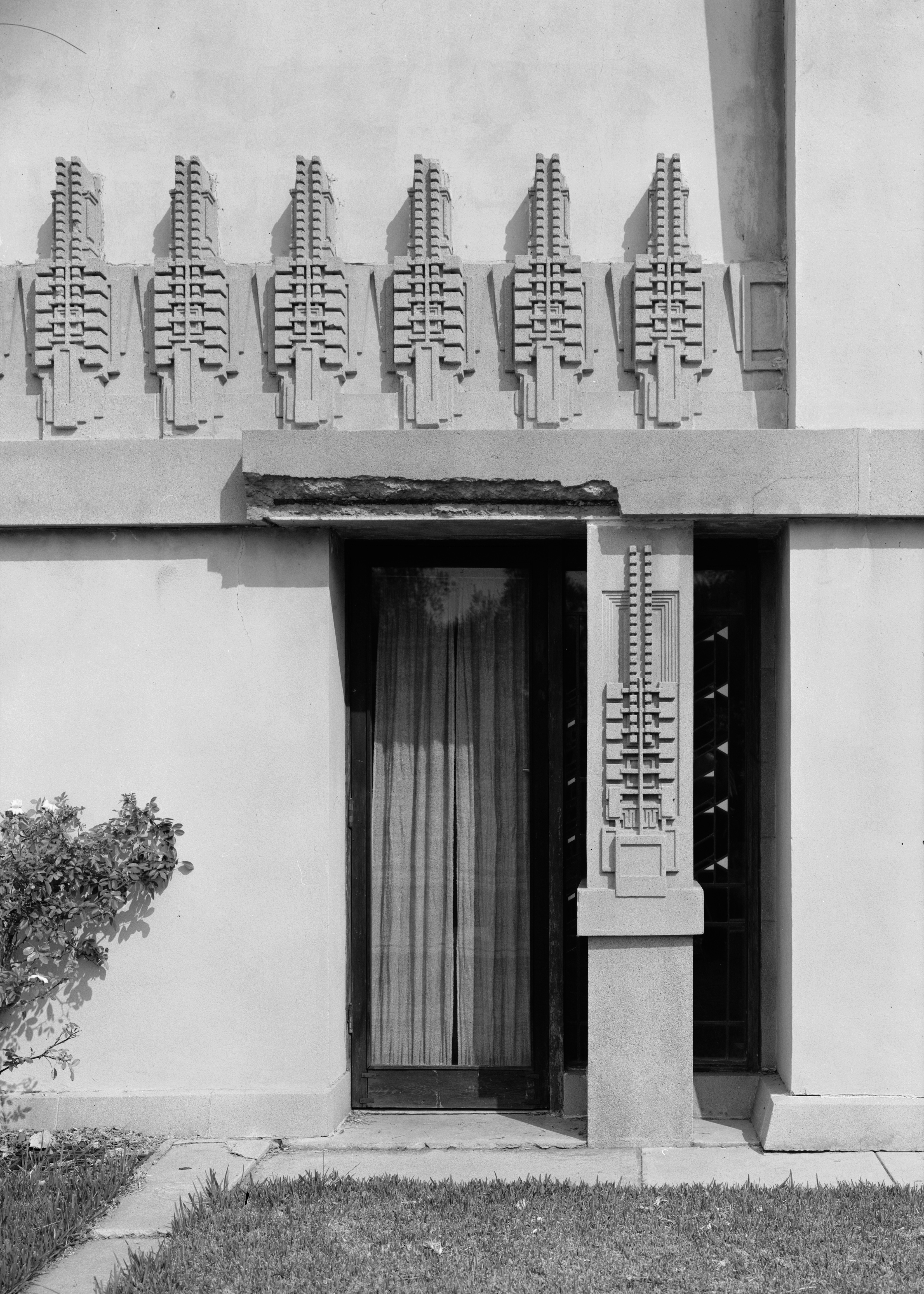
Une façade d'Hollyhock house.

La Maison des roses trémières Hollyhock house a été construite par Frank Lloyd Wright à l'est d'Hollywood pour l'héritière pétrolière Aline Barnsdall (en).
Les moulures et les vitraux représentent des tiges de roses trémières avec les feuilles en bas et les boutons floraux en haut.
Le bâtiment est inscrit au patrimoine mondial de l'UNESCO.

### Chanson
Dans la chanson L'amour de moy, présente sur le Manuscrit de Bayeux et popularisée par l'interprétation qu'en fit Nana Mouskouri en 1973, on trouve les vers suivants:

« L’amour de moy s’y est enclose

Dedans un joli jardinet

Où croît la rose et le muguet

Et aussi fait la passerose »